# Dyrwany (rejon ignaliński)
Dyrwany (lit. Dirvonai) – wieś na Litwie, zamieszkana przez 2 ludzi, w rejonie ignalińskim, 6 km na północ od Kozaczyzny. 

## Historia
W czasach zaborów w gminie Czadosy, w powiecie nowoaleksandrowskim, w guberni wileńskiej Imperium Rosyjskiego.
W dwudziestoleciu międzywojennym zaścianek leżał w Polsce, w województwie nowogródzkim (od 1926 w województwie wileńskim), w powiecie brasławskim (od 1926 w powiecie święciańskim), w gminie Dukszty.
Powszechny Spis Ludności z 1921 roku nie podał danych dotyczących miejscowości. W 1931 w 1 domu zamieszkiwały 4 osoby.
Miejscowość należała do parafii rzymskokatolickiej w Smołwach. Podlegała pod Sąd Grodzki w Święcianach i Okręgowy w Wilnie; właściwy urząd pocztowy mieścił się w m. Smołwach.